# احمد راشد (بازیکن فوتبال، زاده ۱۹۲۸)
احمد راشد (انگلیسی: Ahmed Rashed؛ زادهٔ ۲۰ نوامبر ۱۹۲۸) بازیکن فوتبال اهل مصر بود.
وی همچنین در تیم ملی فوتبال مصر بازی کرده‌است.